# فوهة مينوسكي

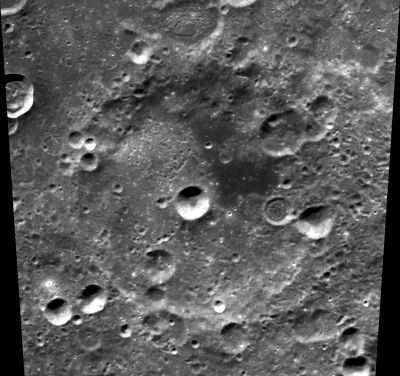
فوهة مينوسكي

فوهة مينوسكي (56.5°S 146.0°W) هي فوهة صدمية على الجانب البعيد من سطح القمر، في خطوط العرض الأدنى من نصف الكرة الجنوبي. تقع الفوهة على بعد قطر فوهة واحدة من ناحية الشمال لفوهة لوميتر، وهي فوهة ذات أبعاد مماثله تقريبا. يحد الفوهة من الشمال الغربي فوهة بالديت المغمورة بالحمم البازلتيه، بينما يحدها من الجنوب الشرقي تقع فوهة فيزو. 

## الوصف

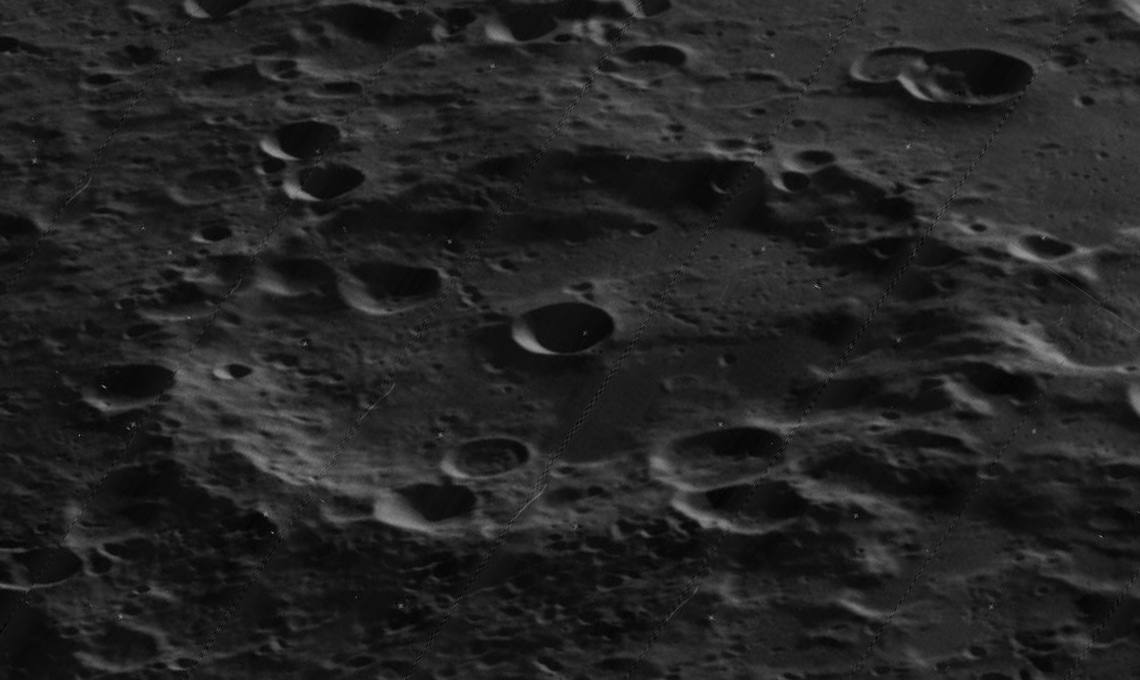
مقطع أفقي لفوهة مينوسكي

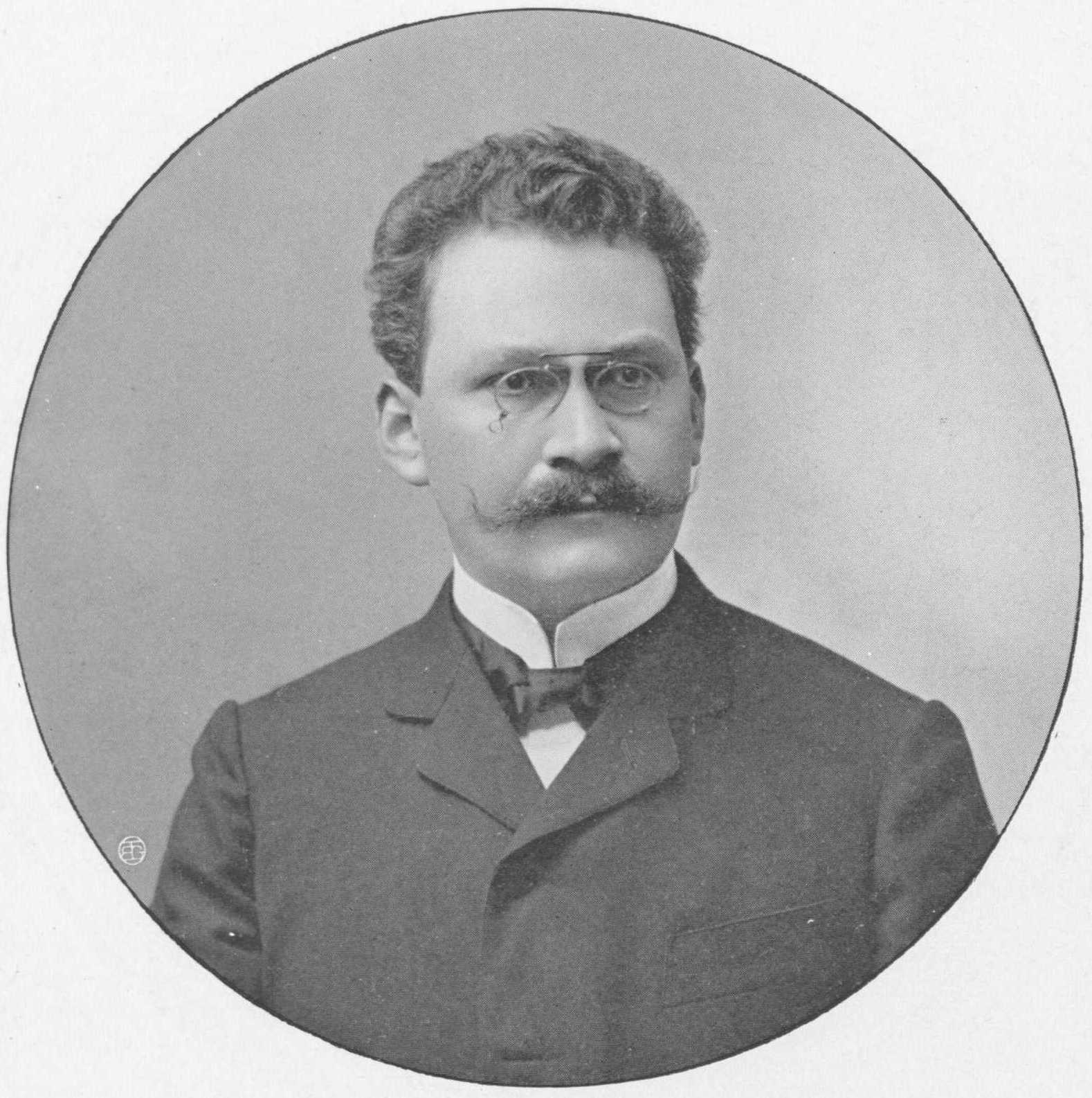
عالم الرياضيات والفيزياء الألماني روسي المولد هيرمان مينكوفسكي

الحافة الخارجية من الفوهة متأكلة بشكل كبير، وعلى شكل دائرة غير منتظمة نسبيا. توجد العديد من الفوهات البارزة بجوار الحافة، أبرزها يتواجد على الحافة الشرقية. تتميز أرضيتها الداخلية بأنها مستويه بشكل كبير، مع بقعة سوداء في الربع الشمالي الشرقي تكون من تراكم الحمم البركانية. توجد فوهة صغيرة بارزة على شكل وعاء في مركز الفوهة تقريبا.
تقع فوهة مينوسكي إس على طول الحافة الجنوبية الغربية للفوهة. كما تتواجد عدد كبير من الفوهات الصغيرة التي تميز السطح الداخلي للفوهة بشكل عام والجوء الجنوبي الغربي بشكل خاص. يبلغ قطر الفوهة ما يقرب من 113 كم، بينما لم يتم تحديد عمقها حتى الآن، وعلى زاوية 148° من شروق الشمس. سميت الفوهة على اسم عالم الرياضيات والفيزياء الألماني روسي المولد هيرمان مينكوفسكي وقريبه عالم الفلك الألماني- الأمريكي رودولف مينكوفسكي.

## فوهات القمر الصناعي
لرسم خريطة مماثلة لفوهات القمر يتم وضح حروف على كل جانب من جوانب الفوهة ومركزها لكل حرف منهم دلاله معينة.
| مينوسكي | خط طول  | خط عرض   | القطر |
| ------- | ------- | -------- | ----- |
| S       | 56.1° S | 145.6° W | 13 كم |

## وصلات خارجية
- فوهات القمر
- جوله حول فوهات القمر -ناسا.